# Prasonica affinis
Prasonica affinis là một loài nhện trong họ Araneidae.
Loài này thuộc chi Prasonica. Prasonica affinis được Embrik Strand miêu tả năm 1906.